# یوانما (بازیکن فوتبال، زاده ۱۹۹۳)
یوانما (انگلیسی: Juanma؛ زادهٔ ۲۰ فوریهٔ ۱۹۹۳) بازیکن فوتبال اهل اسپانیا است.
از باشگاه‌هایی که در آن بازی کرده‌است می‌توان به باشگاه فوتبال رئال بتیس اشاره کرد.